# 자동차 대작전
두두(독일어: Dudu)는 루돌프 제헤그루버(rudolf zehetgruber)가 감독하여 1971년부터 1978년 사이에 발표한 연작 영화에서 사실상 주인공으로 등장하는 노란색 폭스바겐 비틀의 이름이다. '두두'는 스와힐리어로 곤충 또는 딱정벌레를 의미한다.

## 영화
각 영화의 제목과 발표 연도는 다음과 같다.
- 'Ein Käfer geht aufs Ganze' (1971)
- 'Ein Käfer gibt Vollgas' (1972)
- 'Ein Käfer auf Extratour' (1973)
- 'Das verrückteste Auto der Welt' (1975)
- 'Zwei tolle Käfer räumen auf' (1978)

## 대한민국에서의 방영
대한민국에서는 1980년과 1982년으로 나누어 《자동차 대작전》이라는 제목으로 방영하였다.